# Bologna Football Club 1980-1981
Questa voce raccoglie le informazioni riguardanti il Bologna Football Club  nelle competizioni ufficiali della stagione 1980-1981.

## Stagione
Il Bologna nel campionato di Serie A 1980-1981 si è classificato al settimo posto, malgrado i 5 punti di penalizzazione inflitti per lo scandalo delle scommesse. Con un buon inizio di stagione, la squadra allenata da Luigi Radice ha annullato in breve la penalizzazione, mantenendosi sempre a distanza di sicurezza dalle zone calde. Senza la penalizzazione il Bologna si sarebbe classificato al quinto posto. Scudetto per la 19ª volta alla Juventus con 44 punti, seconda la Roma con 42 punti.
In Coppa Italia il Bologna ha fatto ancora meglio, prima del campionato disputa il quinto girone di qualificazione, lo vince per miglior differenza reti rispetto al Napoli, entrambe a 7 punti, nei Quarti supera la Lazio nel doppio confronto, poi in Semifinale viene estromessa dal Torino.

## Divise

Il neoacquisto brasiliano Enéas, primo straniero del club dalla riapertura delle frontiere, con indosso la seconda divisa bianca.

| Casa | Trasferta | 1ª portiere |

## Rosa
| N. |                   | Ruolo | Calciatore         |
| -- | ----------------- | ----- | ------------------ |
|    | Italia (bandiera) | P     | Oriano Boschin     |
|    | Italia (bandiera) | P     | Giuseppe Zinetti   |
|    | Italia (bandiera) | D     | Klaus Bachlechner  |
|    | Italia (bandiera) | D     | Corrado Benedetti  |
|    | Italia (bandiera) | D     | Franco Fabbri      |
|    | Italia (bandiera) | D     | Marcello Gamberini |
|    | Italia (bandiera) | D     | Renato Sali        |
|    | Italia (bandiera) | D     | Salvatore Vullo    |
|    | Italia (bandiera) | D     | Fulvio Zuccheri    |

| N. |                    | Ruolo | Calciatore                |
| -- | ------------------ | ----- | ------------------------- |
|    | Italia (bandiera)  | C     | Giuseppe Dossena          |
|    | Italia (bandiera)  | C     | Franco Colomba (capitano) |
|    | Italia (bandiera)  | C     | Marco Marocchi            |
|    | Italia (bandiera)  | C     | Danilo Pileggi            |
|    | Italia (bandiera)  | C     | Adelmo Paris              |
|    | Italia (bandiera)  | A     | Paolo Gallo               |
|    | Italia (bandiera)  | A     | Salvatore Garritano       |
|    | Brasile (bandiera) | A     | Enéas                     |
|    | Italia (bandiera)  | A     | Giuliano Fiorini          |

## Risultati

### Serie A

#### Girone di andata
| Arbitro: | Barbaresco (Cormons) |

|                     |           |  |
| Anzivino 70’ (aut.) | Marcatori |  |

| Perugia 21 settembre 1980 2ª giornata | Perugia       | 0 – 0 | Bologna | Stadio Renato Curi\| Arbitro: \| Longhi (Roma) \| |
| Arbitro:                              | Longhi (Roma) |       |         |                                                   |

| Arbitro: | D'Elia (Salerno) |

|               |           |                   |
| Garritano 14’ | Marcatori | 73’ (rig.) Pruzzo |

| Arbitro: | Mattei (Macerata) |

|  |           |                  |
|  | Marcatori | 83’ (rig.) Paris |

| Arbitro: | Casarin (Milano) |

|                           |           |  |
| Bachlechner 82’ Paris 88’ | Marcatori |  |

| Arbitro: | Lops (Torino) |

|              |           |           |
| Pradella 85’ | Marcatori | 58’ Enéas |

| Arbitro: | Redini (Pisa) |

|  |           |              |
|  | Marcatori | 33’ Salvioni |

| Arbitro: | Casarin (Milano) |

|             |           |                   |
| Fiorini 73’ | Marcatori | 67’ C. Pellegrini |

| Arbitro: | Ciulli (Roma) |

|               |           |  |
| Altobelli 68’ | Marcatori |  |

| Cagliari 14 dicembre 1980 10ª giornata | Cagliari          | 0 – 0 | Bologna | Stadio Sant'Elia\| Arbitro: \| Mattei (Macerata) \| |
| Arbitro:                               | Mattei (Macerata) |       |         |                                                     |

| Arbitro: | Menegali (Roma) |

|                       |           |             |
| Fiorini 24’ Garritano | Marcatori | 54’ Guerini |

| Arbitro: | Barbaresco (Cormons) |

|               |           |                                |
| P. Pulici 47’ | Marcatori | 54’ (rig.) Paris 83’ Garritano |

| Bologna 18 gennaio 1981 13ª giornata | Bologna         | 0 – 0 | Catanzaro | Stadio Comunale\| Arbitro: \| Facchin (Udine) \| |
| Arbitro:                             | Facchin (Udine) |       |           |                                                  |

| Arbitro: | Bergamo (Livorno) |

|                           |           |  |
| Massa 23’ Criscimanni 77’ | Marcatori |  |

| Arbitro: | Terpin (Trieste) |

|             |           |          |
| Colomba 47’ | Marcatori | 5’ Gobbo |

#### Girone di ritorno
| Arbitro: | D'Elia (Salerno) |

|              |           |             |
| Bellotto 82’ | Marcatori | 56’ Fiorini |

| Arbitro: | Casarin (Milano) |

|                                                 |           |  |
| Garritano 44’ Dossena 53’ Fiorini 72’ Enéas 81’ | Marcatori |  |

| Arbitro: | Pieri (Genova) |

|            |           |             |
| Falcao 29’ | Marcatori | 36’ Dossena |

| Arbitro: | Barbaresco (Cormons) |

|                    |           |                                                  |
| Fiorini 88’ (rig.) | Marcatori | 15’ Bettega 34’, 42’ Brady 59’ Cabrini 70’ Fanna |

| Arbitro: | Menegali (Roma) |

|  |           |                        |
|  | Marcatori | 8’ Dossena 33’ Fiorini |

| Arbitro: | D'Elia (Salerno) |

|             |           |  |
| Pileggi 25’ | Marcatori |  |

| Brescia 22 marzo 1981 22ª giornata | Brescia         | 0 – 0 | Bologna | Stadio Mario Rigamonti\| Arbitro: \| Lattanzi (Roma) \| |
| Arbitro:                           | Lattanzi (Roma) |       |         |                                                         |

| Arbitro: | Pieri (Genova) |

|                               |           |               |
| W. Speggiorin 36’ Damiani 38’ | Marcatori | 43’ Garritano |

| Arbitro: | Bergamo (Livorno) |

|                           |           |                       |
| F. Fabbri 40’ Dossena 58’ | Marcatori | 77’ (rig.) Beccalossi |

| Arbitro: | Paparesta (Bari) |

|                                |           |               |
| Garritano 18’ C. Benedetti 43’ | Marcatori | 15’ Marchetti |

| Arbitro: | Milan (Treviso) |

|                         |           |          |
| Casagrande 9’ Manzo 22’ | Marcatori | 4’ Enéas |

| Arbitro: | Parussini (Udine) |

|             |           |  |
| Dossena 57’ | Marcatori |  |

| Arbitro: | Lanese (Messina) |

|                  |           |                           |
| Palanca 30’, 69’ | Marcatori | 27’ Fiorini 42’ F. Fabbri |

| Bologna 17 maggio 1981 29ª giornata | Bologna       | 0 – 0 | Avellino | Stadio Comunale\| Arbitro: \| Lops (Torino) \| |
| Arbitro:                            | Lops (Torino) |       |          |                                                |

| Arbitro: | Menegali (Roma) |

|                         |           |                  |
| Nicoletti 16’ Galia 33’ | Marcatori | 25’ (rig.) Paris |

### Coppa Italia

#### Quinto girone
| Arbitro: | Benedetti (Roma) |

|                |           |                          |
| Cantarutti 11’ | Marcatori | 3’ Dossena 41’ Garritano |

| 24 agosto 1980 2ª giornata |  | – Turno riposo Bologna |  |  |

| Arbitro: | Ciulli (Roma) |

|               |           |                    |
| F. Fabbri 72’ | Marcatori | 43’ (rig.) Musella |

| Arbitro: | Mattei (Macerata) |

|                                    |           |  |
| Fiorini 27’ Paris 31’ Zuccheri 89’ | Marcatori |  |

| Arbitro: | Casarin (Milano) |

|  |           |               |
|  | Marcatori | 25’ Garritano |

#### Quarti di finale
| Arbitro: | Terpin (Trieste) |

|  |           |                              |
|  | Marcatori | 72’ (rig.) Paris 77’ Fiorini |

| Arbitro: | Parussini (Udine) |

|                            |           |  |
| Garritano 44’ Marocchi 67’ | Marcatori |  |

#### Semifinale
| Arbitro: | Menicucci (Firenze) |

|                                |           |                        |
| Paris 18’ (rig.) Garritano 80’ | Marcatori | 31’ Sclosa 75’ D'Amico |

| Arbitro: | Ciulli (Roma) |

|                                                  |           |                           |
| P. Pulici 27’ D'Amico 88’ (rig.) F. Graziani 98’ | Marcatori | 9’ Enéas 78’ C. Benedetti |

## Statistiche

### Statistiche di squadra
| Competizione | Punti | In casa | In casa | In casa | In casa | In casa | In casa | In trasferta | In trasferta | In trasferta | In trasferta | In trasferta | In trasferta | Totale | Totale | Totale | Totale | Totale | Totale | DR  |
| Competizione | Punti | G       | V       | N       | P       | Gf      | Gs      | G            | V            | N            | P            | Gf           | Gs           | G      | V      | N      | P      | Gf     | Gs     | DR  |
| ------------ | ----- | ------- | ------- | ------- | ------- | ------- | ------- | ------------ | ------------ | ------------ | ------------ | ------------ | ------------ | ------ | ------ | ------ | ------ | ------ | ------ | --- |
| Serie A      | 34    | 15      | 8       | 5       | 2       | 19      | 12      | 15           | 3            | 7            | 5            | 13           | 15           | 30     | 11     | 12     | 7      | 32     | 27     | +5  |
| Coppa Italia |       | 4       | 2       | 2       | 0       | 8       | 3       | 4            | 3            | 0            | 1            | 7            | 4            | 8      | 5      | 2      | 1      | 15     | 7      | +8  |
| Totale       |       | 19      | 10      | 7       | 2       | 27      | 15      | 19           | 6            | 8            | 5            | 20           | 19           | 38     | 16     | 14     | 8      | 47     | 34     | +13 |

### Statistiche dei giocatori
| Giocatore      | Serie A  | Serie A | Serie A     | Serie A    | Coppa Italia | Coppa Italia | Coppa Italia | Coppa Italia | Totale   | Totale | Totale      | Totale     |
| Giocatore      | Presenze | Reti    | Ammonizioni | Espulsioni | Presenze     | Reti         | Ammonizioni  | Espulsioni   | Presenze | Reti   | Ammonizioni | Espulsioni |
| -------------- | -------- | ------- | ----------- | ---------- | ------------ | ------------ | ------------ | ------------ | -------- | ------ | ----------- | ---------- |
| K. Bachlechner | 30       | 1       | ?           | ?          | ?            | ?            | ?            | ?            | 30+      | 1+     | ?           | ?          |
| C. Benedetti   | 26       | 1       | ?           | ?          | ?            | ?            | ?            | ?            | 26+      | 1+     | ?           | ?          |
| O. Boschin     | 3        | -6      | ?           | ?          | ?            | ?            | ?            | ?            | 3+       | -6+    | ?           | ?          |
| F. Colomba     | 30       | 1       | ?           | ?          | ?            | ?            | ?            | ?            | 30+      | 1+     | ?           | ?          |
| G. Dossena     | 29       | 5       | ?           | ?          | ?            | ?            | ?            | ?            | 29+      | 5+     | ?           | ?          |
| Eneas          | 20       | 3       | ?           | ?          | ?            | ?            | ?            | ?            | 20+      | 3+     | ?           | ?          |
| F. Fabbri      | 14       | 2       | ?           | ?          | ?            | ?            | ?            | ?            | 14+      | 2+     | ?           | ?          |
| G. Fiorini     | 27       | 7       | ?           | ?          | ?            | ?            | ?            | ?            | 27+      | 7+     | ?           | ?          |
| P. Gallo       | 1        | 0       | ?           | ?          | ?            | ?            | ?            | ?            | 1+       | 0+     | ?           | ?          |
| M. Gamberini   | 10       | 0       | ?           | ?          | ?            | ?            | ?            | ?            | 10+      | 0+     | ?           | ?          |
| S. Garritano   | 27       | 6       | ?           | ?          | ?            | ?            | ?            | ?            | 27+      | 6+     | ?           | ?          |
| M. Marocchi    | 8        | 0       | ?           | ?          | ?            | ?            | ?            | ?            | 8+       | 0+     | ?           | ?          |
| A. Paris       | 27       | 4       | ?           | ?          | ?            | ?            | ?            | ?            | 27+      | 4+     | ?           | ?          |
| D. Pileggi     | 30       | 1       | ?           | ?          | ?            | ?            | ?            | ?            | 30+      | 1+     | ?           | ?          |
| R. Sali        | 21       | 0       | ?           | ?          | ?            | ?            | ?            | ?            | 21+      | 0+     | ?           | ?          |
| S. Vullo       | 26       | 0       | ?           | ?          | ?            | ?            | ?            | ?            | 26+      | 0+     | ?           | ?          |
| G. Zinetti     | 27       | -21     | ?           | ?          | ?            | ?            | ?            | ?            | 27+      | -21+   | ?           | ?          |
| F. Zuccheri    | 16       | 0       | ?           | ?          | ?            | ?            | ?            | ?            | 16+      | 0+     | ?           | ?          |